# 正寿院 (京都府宇治田原町)
正寿院（しょうじゅいん）は、京都府綴喜郡宇治田原町にある高野山真言宗の寺院。創建は800年前、鎌倉時代に飯尾教寺の塔頭寺院として建立。夏季に開催される風鈴まつりが有名で、京都の風鈴寺とも呼ばれる。客殿にある猪目窓（いのめまど）と言われるハート型の窓や天井画が知られる。

## 歴史
資料としては慶長元年（1596年）、祐胤大徳が中興とする記録が残っている。
鷲峰山の麓でもあることから古くから修験の修行道場、宿場として栄えた。不動信仰が厚く、幾度と八千枚護摩の荒行などが修されていることが札にも残っている。
本尊の十一面観音は秘仏であり、50年に1度開帳される。調査により鎌倉時代後期〜室町時代の造立とみられ、特に截金と衣の流れが美しく、町指定文化財に指定されている。

## 文化財

### 重要文化財
- 木造不動明王坐像 - 鎌倉時代快慶の作。本像の台座は室町時代の後補であり、台座に記された快慶の銘記も当初のものではないが、醍醐寺の不動明王坐像（快慶作）と作風が近いことから、本像も快慶作であるとされている。胎内からは楕円形の舎利器が発見された。銘記中の僧名から、廃仏毀釈で廃寺となった大寺内山永久寺（天理市）の関係遺品ともみられる[1]。本像は奈良国立博物館に寄託中。

### 町指定文化財
- 木造十一面観世音立像　- 鎌倉時代後期〜室町時代

## 交通
バス
- 京阪宇治駅・JR宇治駅・近鉄新田辺駅から京都京阪バスの宇治田原町方面の便（維中前・工業団地・緑苑坂行き）に乗車し、維中前停留所からタクシーを利用。または宇治田原町コミュニティバスに乗り継ぎ後、奥山田停留所から南へ徒歩10分。
  - 宇治田原町コミュニティバスは運賃が無料となっている。また、正寿院前まで乗り入れる便が存在する。
- 宇治方面からの京都京阪バスのうち、土曜・日祝日は2往復が奥山田正寿院口まで運行される（当停留所より徒歩10分）このバスは車内を茶室に模しており、路線バスとしては珍しい特別車両になっている。